# Radosław
Pour les articles homonymes, voir Radosław (homonymie).
Pour plus de détails, voir Fiche technique et Distribution.
Radosław est un film documentaire polonais réalisé par Małgorzata Brama, sorti en 2013
Le film porte sur l’un des chefs légendaires de l’Insurrection de Varsovie, le lieutenant-colonel Jan Mazurkiewicz, nom de guerre "Radosław", et notamment sur les relations entre les derniers membres du fameux Groupe Radosław durant l’été 1944. Commissionné par l’Association des Insurgés de Varsovie, il est également cofinancé par l’Office des anciens combattants ainsi que par le ministère de la Défense polonais.
La première du film s’est tenue le 27 août 2013, date coïncidant avec le 117e anniversaire de Jan Mazurkiewicz, au Palais de la Culture à Varsovie.

## Synopsis
Le film est consacré à l'Insurrection de Varsovie de 1944 et retrace les actions menées par le lieutenant-colonel Jan Mazurkiewciz, nom de guerre "Radosław", et de son groupe du même-nom le Groupe Radosław (polonais : Grupa Radosław) durant les soixante-trois jours que dura l'Insurrection.

## Fiche technique
- Réalisation : Małgorzata Brama
- Scénario : Małgorzata Brama, Borys Jaźnicki, Rafał Kapeliński
- Photographie : Tomasz Ziółkowski
- Réalisateurs en second : Rafał Kapeliński, Wojciech Klimala
- Montage : Rafał Samborski
- Scénographie : Agata Adamus
- Costumes : Adam Królikowski
- Son : Marcin Bary Popławski
- Décors : Małgorzata Brama, Agnieszka Hałaburdzin-Rutkowska
- Script : Katarzyna Syska, Karolina Galicka

## Distribution
- Ireneusz Czop : Jan Mazurkiewicz, nom de guerre "Radosław"
- Iwona Karlicka : Zofia Świeszcz-Łazor, nom de guerre "Zojda"
- Paulina Gałązka : Wacława Jurczakowska, nom de guerre "Wacka"
- Marta Ormaniec : Urszula Katarzyńska, nom de guerre "Ula"
- Piotr Bondyra : Jan Maruszewski, nom de guerre "Janusz"
- Janusz Brodacki : Henryk Kowal, nom de guerre "Henryk"
- Marek Joński : Roman Staniewski, nom de guerre « Stanisław Kwiatkowski"
- Łukasz Gosławski : Edmund Baranowski, nom de guerre "Jur"
- Robert Wieczorek : Zbigniew Ścibor-Rylski, nom de guerre "Motyl"